# Portage (pakketbeheer)
Portage is de software-installeerder van de Linuxdistributie Gentoo Linux, geschreven in de programmeertaal Python. Het overgrote deel van de installeerbare pakketten van Portage bestaat uit broncode. Door middel van het commando emerge kan Portage deze broncode downloaden en conform de instellingen van de gebruiker compileren en installeren. Portage biedt tal van functionaliteiten voor het beheren, installeren, updaten of verwijderen van software. Dit alles wordt mogelijk gemaakt door een soort database van beschikbare software, die op tal van mirrors wereldwijd te vinden is, en eenvoudig - met het emerge-commando - op te halen is. Deze database wordt een keer per dag bijgewerkt, zodat de Portagegebruikers altijd verzekerd zijn van de meest recente stabiele versies van hun software. Emerge is de command-line-interface van Portage die gebruikt wordt in Gentoo Linux.

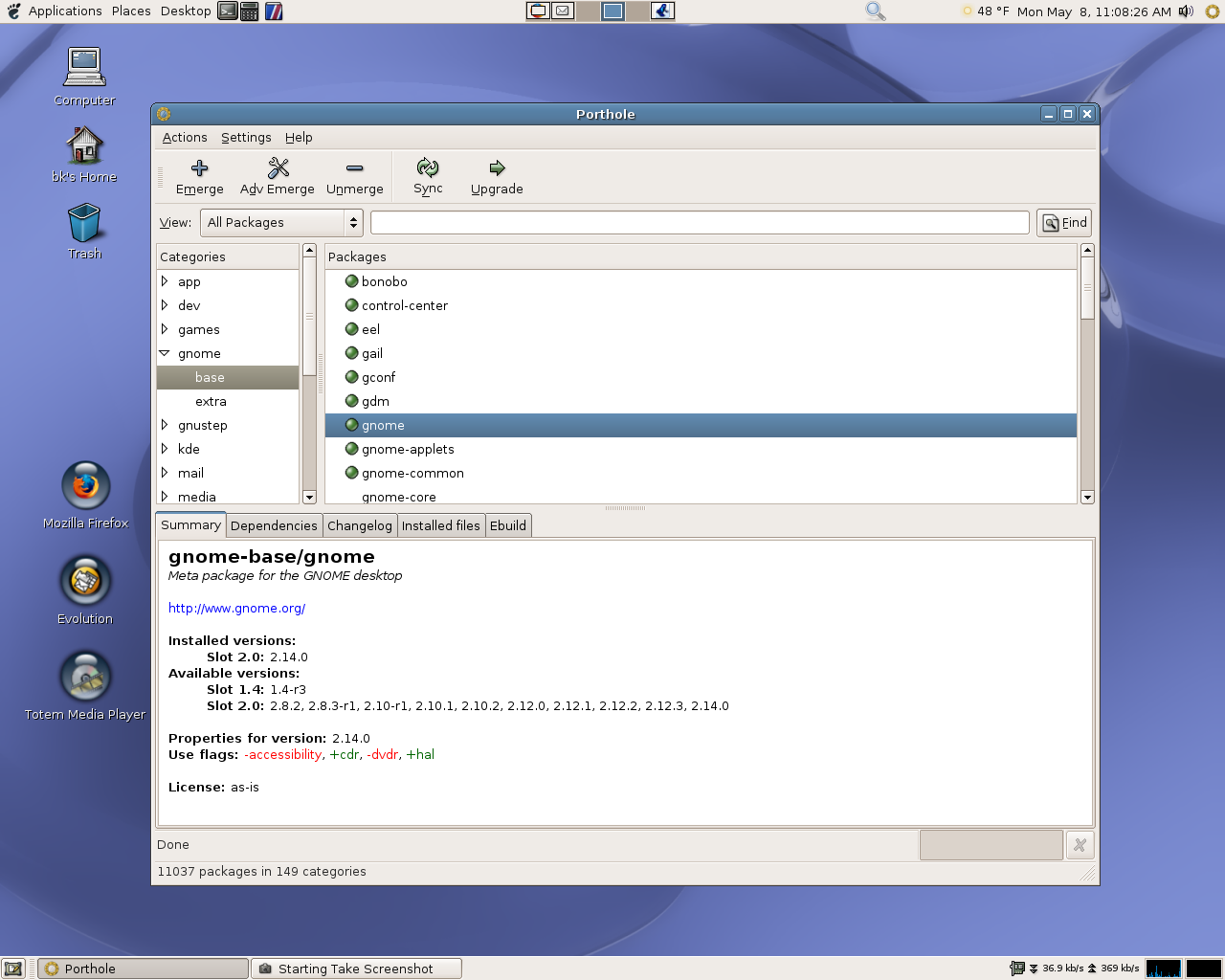
Porthole, een grafische interface voor Portage